# Conquista finlandese della Carelia orientale
La conquista finlandese della Carelia orientale è stata una battaglia combattuta nell'ambito della guerra di continuazione a seguito della quale le truppe finlandesi occuparono la parte orientale della Carelia e la mantennero fino al 1944, quando venne riconquistata dall'Unione Sovietica.

## Contesto
Allo scoppio della guerra di continuazione il comando finlandese concentrò le proprie forze in Carelia e dopo aver riconquistato l'istmo careliano, scatenò un attacco contro le truppe sovietiche schierate nella parte orientale della regione.

## La battaglia

### L'avanzata verso lo Svir
L'offensiva finlandese iniziò all'alba del 4 settembre 1941: le forze corazzate finlandesi attraversarono il fiume Tuulos e, dopo essersi scontrate con le divisioni sovietiche, raggiunsero il lago Ladoga e si aprirono la strada verso il fiume Olonec. Il 7 settembre, dopo aver raggiunto il fiume Olonec, l'esercito finlandese giunse presso il fiume Svir', distruggendo parte della ferrovia verso Murmansk.

### La conquista di Petrozavodsk
Intanto, a partire dal 31 agosto, le forze finlandesi avevano iniziarono ad avanzare anche oltre il fiume Säpsänjoki e il 7 settembre arrivarono a occupare la strada tra Aunus e Petrozavodsk (Petroskoi in finlandese) a nord di Prääsä, tagliando le vie dei rifornimento sovietici.
Tra l'11 ed il 13 settembre l'Armata Rossa scatenò una controffensiva per riaprire la strada verso Petrozavodsk, ma non riuscì nell'intento e dovette ritirarsi verso est attraverso le foreste. Il 26 settembre, di fronte all'avanzata finlandesi, le forze sovietiche (prive di rifornimenti) dovettero evacuare Petrozavosk, che venne conquistata il 1º ottobre.

### L'avanzata verso Maaselkä
Dopo aver preso Petrozavodsk l'esercito finlandese continuò la sua avanzata verso nord, arrivando ben presto fino al fiume Suununjoki e a capo Gromovskoje. Il 13 ottobre le forze finlandesi conquistarono l'istmo tra il lago Pälläjärvi e il lago Sunjärvi. Poi, anticipando le truppe sovietiche, occuparono anche Juustjärvi, aprendosi la strada verso Karhumäki.
Dopo aver preso anche il villaggio di Maaselkä il 1º novembre, l'esercito finlandese si scontrò con quello sovietico, che il 28 novembre venne respinto attraverso le acque ghiacciate del lago Seesjärvi. Con l'arrivo del gelo invernale le operazioni si interruppero e le forze finlandesi si schierarono in posizioni difensive.
Nel frattempo altre divisioni finlandesi avevano raggiunto Karhumäki e Poventsa conquistando Kontupohja.

### L'attacco a Rukajärvi
In precedenza, durante il luglio 1941, l'esercito finlandese aveva ricevuto l'ordine di avanzare verso Rukajärvi. L'11 luglio le forze finlandesi attraversarono il lago Lieksajärvi e circondarono le truppe sovietiche che dovetterso ritirarsi verso il lago Roukkulanjärvi.
Dopo questo successo le unità finlandesi continuarono l'offensiva verso est e tra il 30 luglio ed il 12 agosto presero il controllo delle colline nei pressi di Ontrosenvaara. Il 3 settembre, giunti a Rukajärvi, i finlandesi attaccarono le posizioni sovietiche e dopo una settimana conquistarono il villaggio.